# 阿帕库达尔
阿帕库达尔（Appakudal），是印度泰米尔纳德邦Erode县的一个城镇。总人口9516（2001年）。

## 人口
该地2001年总人口9516人，其中男性4854人，女性4662人；0—6岁人口970人，其中男491人，女479人；识字率58.76%，其中男性为68.54%，女性为48.58%。